# Пришневський Олег Миколайович
Олег Миколайович Пришневський — майстер-сержант Державної прикордонної служби України, учасник російсько-української війни, що відзначився в ході російського вторгнення в Україну. Герой України (2024).

## Життєпис
Пришневський О. М. майже 30 років присвятив військовій службі. У 2018 році був звільнений у запас Збройних Сил України.
З початком російського вторгнення в Україну, 24 лютого 2022 року, знову повернувся у стрій до складу Волинського прикордонного загону. У 2023 разом із побратимами боронив країну на Авдіївському та Мар'їнському напрямках Донецької області. На початку 2024 року знову відправився на Донеччину. Під час одного із чергових штурмів позицій на Авдіївському напрямку російськими військами значна частина прикордонників отримала поранення. Олег Пришневський як старший груп віддав наказ підлеглим винести до укриття поранених побратимів, а сам прикривав їхній відхід вогнем із кулемета, продовжуючи знищувати російських солдатів.

## Нагороди
- Звання Герой України з врученням ордена «Золота Зірка» (29 квітня 2024) — за особисту мужність і героїзм, виявлені у захисті державного суверенітету та територіальної цілісності України, самовіддане служіння Українському народові[2].